# Francesc Figueras i Pacheco
Francesc Figueras i Pacheco   (Alacant, 13 de desembre de 1880 - Alacant, 21 de març de 1960) va ser un historiador valencià i cronista de la ciutat d'Alacant.
L'1 de novembre de 2009, les seues restes van ser les primeres transferides, junts amb les de José Maria Py, al Jardí del Silenci, al Cementiri Municipal d'Alacant, «en homenatge a totes aquelles persones que van tindre a Alacant l'eix de les seues vides».

## Obra
No ficció
- La Universidad española. Hoy y mañana (1903)
- Los antiguos gremios de la ciudad de Alicante
- Alicante y su folclore (1955)
- Historia del Turrón y prioridad de los de Jijona y Alicante (1955)
- Dos mil años atrás (1959)
- Geografía de la provincia de Alicante (1914) en la Geografia General del Reins de Valencia

Ficció
- Improntas levantinas
- La Deidad del Sol
- Volutas de Fuego.